# Russell Martin (football)
Pour les articles homonymes, voir Russell Martin (homonymie) et Martin.
Russell Martin, né le 4 janvier 1986 à Brighton en Angleterre, est un footballeur international écossais avant évolué au poste de défenseur central de 2004 à 2019, reconverti comme entraîneur.

## Biographie
Le 19 octobre 2018, libre depuis la fin de son contrat avec Norwich City, il s'engage en tant que joueur-entraîneur pour une saison avec le Walsall FC, qui évolue alors en EFL League One.
Le 15 janvier 2019, il rejoint MK Dons.
Le 1 août 2021 il est nommé entraineur de Swansea City. Il signe un contrat de 3 ans.
Mi-juin 2023, il signe pour le club anglais de Southampton FC. Martin est licencié en décembre 2024 alors que Southampton, dernier au classement, n'a remporté qu'une seule de ses 16 rencontres de la saison 2024-2025.

## Palmarès
- Champion d'Angleterre de D3 en 2010 avec Norwich City

## Distinctions
- 2015 : Membre de l'équipe type de Championship en 2015.